# Marion Calais
Pour les articles homonymes, voir Calais (homonymie).
Marion Calais, née le 29 mai 1985, est une journaliste française, originaire de Laguiole (Aveyron).
Depuis la rentrée de la saison 2021-2022, elle est sur RTL, dans le journal de 18h.

## Biographie
Journaliste formée à l'école de journalisme de Bordeaux. Après avoir collaboré au Mouv'[Depuis quand ?], elle rejoint Europe 1 Sport en 2008. Lors de la saison 2012-2013, elle anime le journal de 12h30 sur Europe 1, dans la tranche d'information Europe 1 midi de Patrick Roger. En fin de saison, elle remplace ponctuellement Emmanuel Maubert pour la pré-matinale.
Fin août 2013, elle est nommée à la tête de la tranche 5h-6h, rebaptisée Europe 1 bonjour. Elle co-anime d'abord la tranche d'information avec Aurélien Fleurot puis seule. Depuis le 25 août 2014 elle la coprésente de 4H30 à 6H avec Pierre de Vilno puis en septembre 2016 lui succède Samuel Etienne.
Durant l'été 2020, elle animait le 18/20 du weekend.
À la rentrée 2020, elle anime les journaux de 6H et de 7H dans Europe Matin
À la rentrée 2021, elle rejoint RTL avec le journal de 18H.